# КК Радник Бијељина
КК Радник је кошаркашки клуб из Бијељине, који се тренутно такмичи у Премијер лиги Босне и Херцеговине.

## Историјат
Клуб је основан 20. маја 1961. године под именом ОКК Бијељина. Први председник клуба био је Драгутин Ристић, секретар Јеврем Лечић, а техничко лице Љубиша Јакић. Након три дана, 23, маја, клуб је одиграо прву кошаркашку утакмицу против Друштва за телесни развој „Партизан”, а Радник је победио резултатом 54:46.
Током 1961. године јуниори КК Радник постали су прваци Босне и Херцеговине, савладавши у финалу Младу Босну, реултатом 61:60. Године 1962. у клуб је дошао први афирмисани тренер Трхуљ Ружда, а наредне године инструктор Радника био је Ранко Жеравица.

## Трофеји
- Прва лига Републике Српске
  -  (5): 2003/04, 2011/12, 2014/15, 2016/17